# Степовое (Широковский район)
Степовое (укр. Степове) — село,
Степовой сельский совет,
Широковский район,
Днепропетровская область,
Украина.
Код КОАТУУ — 1225885901. Население по переписи 2001 года составляло 1124 человека .
Является административным центром Степового сельского совета, в который, кроме того, входят сёла
Водяное,
Кравцы,
Кряжевое,
Озёрное,
Подовое и
Пологи.

## Географическое положение
Село Степовое находится на расстоянии в 4 км от сёл Подыдар, Кравцы и Пологи.
По селу протекает река Кобыльная.
Рядом проходит автомобильная дорога Т-0411.

## История
- 2003 год — изменён статус с посёлок на село.

## Экономика
- ООО «Агрофирма Степовое».

## Объекты социальной сферы
- Школа.
- Детский сад.
- Фельдшерско-акушерский пункт.